# Drobnići (Budva)
Pour les articles homonymes, voir Drobnići.
Drobnići (en serbe cyrillique : Дробнићи) est un village du sud du Monténégro, dans la municipalité de Budva.

## Démographie

### Évolution historique de la population
| 1948 | 1953 | 1961 | 1971 | 1981 | 1991 | 2003 |
| ---- | ---- | ---- | ---- | ---- | ---- | ---- |
| 70   | 69   | 57   | 40   | 23   | 14   | 22   |